# Tom Voûte (aandelenhandelaar)
Paul Antoine Voûte (Tom) (Den Haag, 3 maart 1969 - Abcoude, 3 juli 2021) was een handelaar in aandelen. Hij werd onder andere bekend door het introduceren van de algoritmische handel in aandelen.

## Loopbaan
Voûte studeerde bestuurlijke informatica in Rotterdam. Tijdens zijn studententijd was hij bestuursvoorzitter van AIESEC Nederland. Voûte begon zijn loopbaan bij General Electric als valutahandelaar. Daarna werkte hij bij Rabobank (trader fixed income & derivates) en Theodoor Gilissen Bankiers als arbitrageur. Hij werkte acht jaar bij IMC Financial Markets, zowel in Amsterdam als in Hong Kong. Vanuit IMC startte hij zijn eigen onderneming Algorithmic Trading Group (ATG). Hij werkte tussen 2007 en 2017 in Hong Kong.
Na zijn terugkeer naar Nederland was hij bestuurslid van de VVD in gemeente De Ronde Venen.

## Algoritmische handel
Voûte was een van de pioniers op het gebied van handelen door middel van een algoritme. Hij ontwikkelde een computerprogramma dat een gedefinieerde set instructies volgde om onvolkomenheden op te sporen en vervolgens een transactie te plaatsen.

## Privé
Voûte was een telg uit de familie Voûte en de oudste zoon van voormalig politica Hella Voûte. Hij overleed op 3 juli 2021. Tot zijn overlijden woonde Voûte in Abcoude  op Buitenplaats Binnenrust.

## Trivia
- Voûte was neef[6] van kinderoncoloog Tom Voûte.
- Voûte was deelnemer aan het NK ijszwemmen, en deed in 2018 mee aan het WK ijszwemmen in Tallinn, Estland waar hij de derde plaats behaalde.[7]
- Voûte was actief lid van Veenwind, een lokale energiecorporatie.[8]